# Cheilanthes lozanoi
Cheilanthes lozanoi är en kantbräkenväxtart som först beskrevs av William Ralph Maxon, och fick sitt nu gällande namn av R. M. Tryon och A. F. Tryon. Cheilanthes lozanoi ingår i släktet Cheilanthes och familjen Pteridaceae. Utöver nominatformen finns också underarten C. l. seemannii.